# Tarzan und die Jäger
Tarzan und die Jäger (Originaltitel: Tarzan and the Trappers) ist ein US-amerikanischer Spielfilm aus dem Jahr 1966, der basierend auf drei Folgen für eine nie ausgestrahlte Fernsehserie zusammengestellt wurde. Die Dreharbeiten dieser drei Folgen hatte bereits 1958 stattgefunden. Die Titelrolle der von Edgar Rice Burroughs erdachten Figur spielte Gordon Scott. 

## Handlung
Die skrupellosen Tierfänger Schroeder und Rene erschießen bei ihrer Jagd versehentlich einen Eingeboren. Als die beiden ebenfalls eine Elefantenmutter erschießen, um deren Junges zu fangen, versucht Tarzan Schlimmeres zu verhindern und macht sich auf die Suche nach den Männern. Häuptling Tyana kann Tarzan überzeugen, statt Selbstjustiz für seinen getöteten Krieger zu üben, die örtliche Polizei aus Brandini zu holen.
Schroeder und Rene haben zwischenzeitlich Tarzans Sohn Boy und den Schimpansen Cheta als Geisel genommen, um ein Eingreifen Tarzans zu verhindern.
Als Tarzan das Lager der Tierfänger entdeckt, ruft er mit seinem markanten Schrei die Elefanten zur Hilfe. Diese trampeln das Lager nieder und zerstören die Käfige mit den gefangenen Tieren. Auch Boy und Cheta gelingt die Flucht. Als Tarzan die beiden Tierfänger überwältigt, trifft die Polizei ein und verhaftet die Jäger.
Kurz darauf bittet der Geschäftsmann Lapin Tarzan unter einem Vorwand zur Besprechung in seinen Handelsposten. Lapin behauptet, künftig Zwischenfälle, wie den mit den Tierfängern, verhindern zu können. An der Handelsstation angekommen, muss Tarzan erkennen, das Lapin nur auf der Suche nach der verlassenen Stadt Zarbo, in der es gewaltige Schätze geben soll, ist. Ihm zur Seite steht der Jäger Sikes, der Bruder des verhafteten Schroeders will Rache an Tarzan nehmen. Tarzan gelingt es nach einem Kampf mit Sikes Handlangern aus dem Handelsposten zu entkommen.
Um den Weg in die Stadt zu finden, lässt Lapin den Häuptling Tyana entführen. Tarzan kann Tyana aus dem Lager der Schurken befreien und folgt dem Trupp in die verborgene Stadt. In Zarbo angekommen muss Lapin entdecken, dass es dort weder Gold noch Juwelen gibt. Tarzan, der bereits einige der eingeborenen Träger ausgeschaltet hat, beginnt eine Drohung von einem der oberen Stockwerke auszusprechen. Dieses klingt für die verbleibenden Eingeborenen so bedrohlich, dass diese die Flucht ergreifen. Im anschließenden Kampf besiegt Tarzan Lapin und Sikes und liefert diese der Polizei aus.

## Hintergrund
Der Film besteht ursprünglich aus drei Episoden einer geplanten Fernsehserie. Als diese nicht realisiert wurde, schnitt man das vorhandene Material zu einem Spielfilm um. Der Film lief erst 1966 im amerikanischen TV. In der Bundesrepublik Deutschland wurde die Produktion zuerst am 21. Juni 1970 im ZDF ausgestrahlt.

## Rezeption
Beim englischsprachige Kritikerportal Rotten Tomatoes gaben lediglich 25 % der Zuschauer dem Film eine positive Bewertung.

## Synchronisation
Die deutsche Synchronfassung entstand 1970 im Auftrag des ZDF.
| Rolle     | Darsteller       | Synchronsprecher  |
| --------- | ---------------- | ----------------- |
| Tarzan    | Gordon Scott     | Tommi Piper       |
| Boy       | Rickie Sorenson  | David Friedmann   |
| Jane      | Eve Brent        | Heidi Treutler    |
| Lapin     | William Keene    | Klaus Höhne       |
| Rene      | Maurice Marsac   | Wolf Rahtjen      |
| Schroeder | Leslie Bradley   | Niels Clausnitzer |
| Sikes     | Sol Gorss        | Erich Ebert       |
| Tyana     | Scatman Crothers | Walter Ofiera     |
| Erzähler  | –                | Heinz Engelmann   |